# سيجواي
سيجواي (بالإنجليزية: Segway Personal Transporter)‏ واسطة حديثة لتنقل الناس ابتكرها شخص أمريكي يدعى دين كامين ، وهي عبارة عن (دراجة كهربائية) ممثلة بعجلة صغيرة. وتتكون من عجلتين ومقود وقاعدة صغيرة بين العجلتين لوقوف الشخص الراغب بالتنقل عليها، وتدار بواسطة الطاقة الكهربائية، وتنتجها شركة سيجواي التي أسست من قبل دين كامين لإنتاجها وتسويقها لأغلب بقاع العالم بعد أن تعرضت لها القنوات الفضائية في برامجها العلمية المتخصصة. وقد سوق منها نموذجين سميا بـ (I serious) و(E serious).

## الوصف
يبلغ وزن عجاة السيجواي 38 كيلوغرام، وتبلغ سرعتها القصوى حوالي 12.5 ميلا في الساعة وهي تسير 17 ميلا قبل إعادة شحن بطاريتها،
تعتمد عجلة سيجواي على ميلان جسم راكبها في اندفاعها للأمام أو تباطئها عند أرجاع جسمه للخلف؛ وذلك لوجود جيروسكوب يقوم بعملية قياس الميلان أو الانحناء وبالتالي القيام برد الفعل داخل السيجواي عبر مجموعة من أجهزة السيطرة الجيروسكوبية فيؤمن سلامة وسلاسة حركتها.

## وصلات خارجية
موقع شركة سيجواي